# كيفن بورتر
كيفن بورتر (بالإنجليزية: Kevin Porter)‏ هو مخرج وممثل أمريكي، ولد في 29 يوليو 1969 في الولايات المتحدة.

## وصلات خارجية
- كيفن بورتر على موقع IMDb (الإنجليزية)
- كيفن بورتر على موقع ألو سيني (الفرنسية)
- كيفن بورتر على موقع قاعدة بيانات الفيلم (الإنجليزية)
- كيفن بورتر على موقع كينوبويسك (الروسية)